# Chaunax breviradius
Chaunax breviradius is een straalvinnige vissensoort uit de familie van chaunaciden (Chaunacidae). De wetenschappelijke naam van de soort is voor het eerst geldig gepubliceerd in 1978 door Le Danois.